# Gran Premio de la Comunidad Valenciana de 2007
El Gran Premio de la Comunidad Valenciana de 2007 fue la decimoctava prueba del Campeonato del Mundo de Motociclismo de 2007. Tuvo lugar en el fin de semana del 2 al 4 de noviembre de 2007 en el Circuito Ricardo Tormo, situado en Cheste, Comunidad Valenciana, España. La carrera de MotoGP fue ganada por Dani Pedrosa, seguido de Casey Stoner y John Hopkins. Mika Kallio ganó la prueba de 250cc, por delante de Alex de Angelis y Alex Debón. La carrera de 125cc fue ganada por Héctor Faubel, Gábor Talmácsi fue segundo y Sergio Gadea tercero.

## Resultados

### Resultados MotoGP
| Pos.    | N.º | Piloto           | Constructor | Vueltas | Tiempo       | Parrilla | Puntos |
| ------- | --- | ---------------- | ----------- | ------- | ------------ | -------- | ------ |
| 1       | 26  | Dani Pedrosa     | Honda       | 30      | 46:43.533    | 1        | 25     |
| 2       | 27  | Casey Stoner     | Ducati      | 30      | +5.447       | 2        | 20     |
| 3       | 21  | John Hopkins     | Suzuki      | 30      | +20.404      | 7        | 16     |
| 4       | 33  | Marco Melandri   | Honda       | 30      | +24.827      | 10       | 13     |
| 5       | 65  | Loris Capirossi  | Ducati      | 30      | +25.804      | 8        | 11     |
| 6       | 71  | Chris Vermeulen  | Suzuki      | 30      | +25.862      | 11       | 10     |
| 7       | 4   | Alex Barros      | Ducati      | 30      | +29.470      | 12       | 9      |
| 8       | 1   | Nicky Hayden     | Honda       | 30      | +30.333      | 3        | 8      |
| 9       | 14  | Randy de Puniet  | Kawasaki    | 30      | +30.895      | 4        | 7      |
| 10      | 24  | Toni Elías       | Honda       | 30      | +31.030      | 14       | 6      |
| 11      | 50  | Sylvain Guintoli | Yamaha      | 30      | +38.763      | 5        | 5      |
| 12      | 7   | Carlos Checa     | Honda       | 30      | +42.506      | 9        | 4      |
| 13      | 5   | Colin Edwards    | Yamaha      | 30      | +46.572      | 15       | 3      |
| 14      | 56  | Shinya Nakano    | Honda       | 30      | +50.220      | 13       | 2      |
| 15      | 6   | Makoto Tamada    | Yamaha      | 30      | +56.879      | 6        | 1      |
| 16      | 13  | Anthony West     | Kawasaki    | 30      | +1:15.369    | 16       |        |
| Ret     | 46  | Valentino Rossi  | Yamaha      | 19      | Retirado     | 17       |        |
| Ret     | 80  | Kurtis Roberts   | KR212V      | 10      | Retirado     | 18       |        |
| DNS     | 57  | Chaz Davies      | Ducati      |         | No participó |          |        |
| Fuente: |     |                  |             |         |              |          |        |

### Resultados 250cc
| Pos.    | N.º | Piloto              | Constructor | Vueltas | Tiempo    | Parrilla | Puntos |
| ------- | --- | ------------------- | ----------- | ------- | --------- | -------- | ------ |
| 1       | 36  | Mika Kallio         | KTM         | 27      | 43:28.349 | 1        | 25     |
| 2       | 3   | Alex de Angelis     | Aprilia     | 27      | +0.371    | 9        | 20     |
| 3       | 6   | Alex Debón          | Aprilia     | 27      | +6.797    | 8        | 16     |
| 4       | 34  | Andrea Dovizioso    | Honda       | 27      | +6.880    | 10       | 13     |
| 5       | 80  | Héctor Barberá      | Aprilia     | 27      | +12.767   | 5        | 11     |
| 6       | 60  | Julián Simón        | Honda       | 27      | +13.030   | 7        | 10     |
| 7       | 1   | Jorge Lorenzo       | Aprilia     | 27      | +14.751   | 2        | 9      |
| 8       | 55  | Yuki Takahashi      | Honda       | 27      | +16.437   | 3        | 8      |
| 9       | 12  | Thomas Lüthi        | Aprilia     | 27      | +16.551   | 14       | 7      |
| 10      | 4   | Hiroshi Aoyama      | KTM         | 27      | +20.223   | 11       | 6      |
| 11      | 58  | Marco Simoncelli    | Gilera      | 27      | +23.626   | 4        | 5      |
| 12      | 41  | Aleix Espargaró     | Aprilia     | 27      | +31.805   | 12       | 4      |
| 13      | 15  | Roberto Locatelli   | Gilera      | 27      | +34.310   | 13       | 3      |
| 14      | 25  | Alex Baldolini      | Aprilia     | 27      | +58.825   | 20       | 2      |
| 15      | 8   | Ratthapark Wilairot | Honda       | 27      | +58.845   | 19       | 1      |
| 16      | 28  | Dirk Heidolf        | Aprilia     | 27      | +59.688   | 18       |        |
| 17      | 73  | Shuhei Aoyama       | Honda       | 27      | +1:01.510 | 15       |        |
| 18      | 7   | Efrén Vázquez       | Aprilia     | 27      | +1:19.620 | 23       |        |
| 19      | 11  | Taro Sekiguchi      | Aprilia     | 27      | +1:20.598 | 27       |        |
| 20      | 21  | Federico Sandi      | Aprilia     | 27      | +1:24.412 | 24       |        |
| 21      | 50  | Eugene Laverty      | Honda       | 27      | +1:27.529 | 25       |        |
| 22      | 31  | Álvaro Molina       | Aprilia     | 26      | +1 Vuelta | 22       |        |
| 23      | 10  | Imre Tóth           | Aprilia     | 26      | +1 Vuelta | 26       |        |
| 24      | 53  | Santiago Barragán   | Honda       | 26      | +1 Vuelta | 28       |        |
| Ret     | 19  | Álvaro Bautista     | Aprilia     | 20      | Caída     | 6        |        |
| Ret     | 17  | Karel Abraham       | Aprilia     | 20      | Caída     | 21       |        |
| Ret     | 18  | Joshua Sommer       | Honda       | 19      | Retirado  | 29       |        |
| Ret     | 16  | Jules Cluzel        | Aprilia     | 15      | Caída     | 17       |        |
| Ret     | 32  | Fabrizio Lai        | Aprilia     | 0       | Caída     | 1        |        |
| Fuente: |     |                     |             |         |           |          |        |

### Resultados 125cc
| Pos.    | N.º | Piloto                | Constructor | Vueltas | Tiempo    | Parrilla | Puntos |
| ------- | --- | --------------------- | ----------- | ------- | --------- | -------- | ------ |
| 1       | 55  | Héctor Faubel         | Aprilia     | 24      | 40:14.228 | 2        | 25     |
| 2       | 14  | Gábor Talmácsi        | Aprilia     | 24      | +0.185    | 1        | 20     |
| 3       | 33  | Sergio Gadea          | Aprilia     | 24      | +0.286    | 3        | 16     |
| 4       | 75  | Mattia Pasini         | Aprilia     | 24      | +0.826    | 8        | 13     |
| 5       | 52  | Lukáš Pešek           | Derbi       | 24      | +0.878    | 4        | 11     |
| 6       | 12  | Esteve Rabat          | Honda       | 24      | +5.850    | 11       | 10     |
| 7       | 22  | Pablo Nieto           | Aprilia     | 24      | +9.038    | 5        | 9      |
| 8       | 38  | Bradley Smith         | Honda       | 24      | +13.034   | 12       | 8      |
| 9       | 71  | Tomoyoshi Koyama      | KTM         | 24      | +20.734   | 15       | 7      |
| 10      | 44  | Pol Espargaró         | Aprilia     | 24      | +21.002   | 9        | 6      |
| 11      | 18  | Nicolás Terol         | Derbi       | 24      | +21.346   | 7        | 5      |
| 12      | 24  | Simone Corsi          | Aprilia     | 24      | +32.078   | 6        | 4      |
| 13      | 60  | Michael Ranseder      | Derbi       | 24      | +39.542   | 16       | 3      |
| 14      | 7   | Alexis Masbou         | Honda       | 24      | +39.548   | 18       | 2      |
| 15      | 34  | Randy Krummenacher    | KTM         | 24      | +39.706   | 17       | 1      |
| 16      | 51  | Stevie Bonsey         | KTM         | 24      | +39.880   | 27       |        |
| 17      | 27  | Stefano Bianco        | Aprilia     | 24      | +40.877   | 19       |        |
| 18      | 77  | Dominique Aegerter    | Aprilia     | 24      | +40.998   | 23       |        |
| 19      | 20  | Roberto Tamburini     | Aprilia     | 24      | +44.169   | 26       |        |
| 20      | 29  | Andrea Iannone        | Aprilia     | 24      | +44.173   | 25       |        |
| 21      | 99  | Danny Webb            | Honda       | 24      | +54.912   | 28       |        |
| 22      | 95  | Robert Mureșan        | Derbi       | 24      | +1:09.235 | 29       |        |
| 23      | 63  | Mike Di Meglio        | Honda       | 24      | +1:12.208 | 21       |        |
| 24      | 37  | Joey Litjens          | Honda       | 24      | +1:12.315 | 32       |        |
| 25      | 13  | Dino Lombardi         | Honda       | 24      | +1:12.770 | 34       |        |
| 26      | 78  | Daniel Sáez           | Aprilia     | 24      | +1:12.786 | 31       |        |
| 27      | 30  | Pere Tutusaus         | Aprilia     | 24      | +1:12.868 | 33       |        |
| 28      | 79  | Ferruccio Lamborghini | Aprilia     | 24      | +1:16.195 | 36       |        |
| 29      | 40  | Alen Győrfi           | Aprilia     | 24      | +1:38.850 | 37       |        |
| 30      | 6   | Joan Olivé            | Aprilia     | 23      | +1 Vuelta | 13       |        |
| Ret     | 8   | Lorenzo Zanetti       | Aprilia     | 11      | Caída     | 24       |        |
| Ret     | 53  | Simone Grotzkyj       | Aprilia     | 11      | Retirado  | 35       |        |
| Ret     | 11  | Sandro Cortese        | Aprilia     | 9       | Caída     | 10       |        |
| Ret     | 98  | Takaaki Nakagami      | Honda       | 9       | Caída     | 20       |        |
| Ret     | 35  | Raffaele De Rosa      | Aprilia     | 7       | Caída     | 22       |        |
| Ret     | 17  | Stefan Bradl          | Aprilia     | 1       | Caída     | 14       |        |
| Ret     | 76  | Iván Maestro          | Aprilia     | 0       | Retirado  | 30       |        |
| Fuente: |     |                       |             |         |           |          |        |